# Pîrîta
Pîrîta è un comune della Moldavia nel distretto di Dubăsari di 3.415 abitanti al censimento del 2004. Il comune è rivendicato dall'autoproclamata repubblica della Transnistria.